# Starting Over (和田光司の曲)
『Starting Over』（スターティング オーバー）は、日本のシンガーソングライター・和田光司の5作目のシングル。
発売元はNECインターチャネル（現：インターチャネル）、販売元はキングレコード（NECM-12019）。

## 概要
- アルバム『all of my mind』からの先行シングル。
- それまでの歌手としての和田光司からアーティストとしての和田光司への進化と位置づけられた作品。
- 5作目のシングルということもあり、本格的にアーティスト活動をスタートさせるための和田光司の勝負曲とした意気込みは、タイトル「Starting Over（再スタート）」にもなっている。

## 収録曲
全作詞：和田光司
1. Starting Over [4:17]
作曲：千綿偉功、編曲：田光マコト
  - 日本テレビ系『ピンクパパラッチ』エンディングテーマ
2. Say Again [4:21]
作曲・編曲：太田美知彦
3. Starting Over -Instrumental-

## 収録アルバム
- all of my mind (#1,2、#1はアルバム・バージョン)
- The Best Selection〜Welcome Back! (#1)